# Proeck

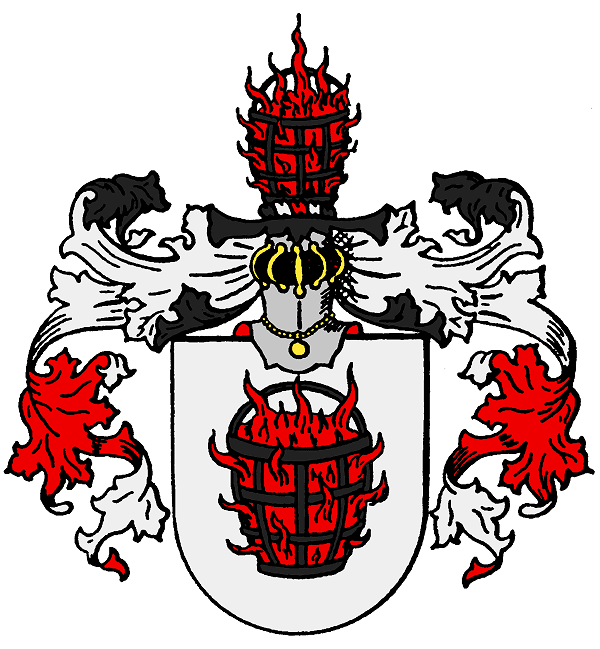
Wappen derer von Proeck

Proeck, auch Preuck, Preuk oder Pröck, ist der Name eines alten preußischen Adelsgeschlechts.

## Geschichte
Aus dem Geschlecht wurde am 3. März 1321 Heynemann Proyke von Landmeister Friedrich von Wildenberg mit Saalau belehnt. Ursprünglich soll die Familie aus dem Kanton Schaffhausen in der Schweiz nach Preußen und von dort ins Anhaltische gekommen sein. Bereits im 14. Jahrhundert trat die Familie in drei Stämmen auf, konnte in der Folgezeit in Anhalt einflussreiche Ämter besetzen und war im Herzogtum Preußen reich begütert.
Rüdiger von Proeck war 1434 polnischer Statthalter in Thorn und verschaffte dem Land Preußen von König Kasimir IV. wichtige Privilegien. Mit Wilhelm von Proeck (1585–1654), wurden die Proeck in Plötzkau sesshaft, sein Sohn Ernst Gottlieb von Proeck († 1694) war dann Geheimer Rat, Kammerpräsident in Meiningen und Oberhofmarschall in Eisenach.
Die natürlichen Kinder des preußischen Majors Ernst von Proeck und der Anne Christina Heinrich erhielten am 19. November 1798 bzw. am 9. Juli 1805 die preußische Adelsanerkennung unter Beilegung des väterlichen Namens und Wappens. Zweige dieser Linie bestehen bis heute fort.
Die Prek (Prek, von Preck h. Borek) welche bis wenigstens 1855 in Ruthenien bzw. Galizien blühten und Prekier (Prekier h. Borek) in Litauen, welche 1842 in Russland den Adelsnachweis erbrachten, leiten sich agnatisch von den Proeck ab.

## Wappen
Die Proeck sind wappenverwandt, oder sogar stammverwandt mit den pommerellischen Borek und führen mit diesen ein Genossenschaftswappen der Szlachta.
Das Stammwappen zeigt in Silber einen flammenden schwarzen Feuerkorb mit Bügel. Auf dem Helm mit schwarz-rot-silbernen Decken der Feuerkorb.

## Bekannte Familienmitglieder
- Georg (Jerzy) Preuck († nach 1523), Hauptmann auf Braunsberg[2], Starost bzw. Vogt des Bistums Ermland, Hofmarschall des Bischofs ebd.[1]
- Lebrecht von Proeck († 1683), magdeburgischer Regierungsrat und Amtshauptmann zu Calbe, als der Widrige Mitglied der Fruchtbringenden Gesellschaft
- Wilhelm von Proeck (1585–1654), fürstlich anhaltischer Rat und Stallmeister zu Plötzkau
- Friedrich Wilhelm von Proeck (1632–1688), preußischer Oberrat
- Friedrich von Proeck (1640–1721), preußischer Generalmajor
- Friedrich Eduard von Proeck (* 1714; † um 1777), preußischer Leutnant und Landrat
- Christian Leberecht von Pröck (1718–1780), Gouverneur der Färöer
- Otto von Proeck (1886–1947), deutscher Offizier, SS-Führer und Polizeipräsident in Bromberg und Kassel